# Staphylinoidea
Staphylinoidea je nadčeleď brouků v infrařádu Staphyliniformia.
Obsahuje následující podskupiny:
- Agyrtidae C.G. Thomson 1859
- Hydraenidae Mulsant 1844
- Leiodidae Fleming 1821 = (Anisotomidae)
  - Platypsyllinae Ritsema 1869 or Leptinidae
- Ptiliidae Erichson 1845
  - Cephaloplectinae or Limulodidae Sharp 1883
- Scydmaenidae Leach 1815
- Silphidae Latreille 1807 (carrion beetles)
- Staphylinidae Latreille 1802 (rove beetles)
  - Scaphidiinae or Scaphidiidae Latreille 1807
  - Pselaphinae or Pselaphidae Latreille 1802